# スタートレック:エンタープライズ
『スタートレック：エンタープライズ』（英: Star Trek: Enterprise、略称: ENT）は、アメリカのSFメディア・フランチャイズ『スタートレック』の5作目のテレビドラマシリーズである。
2001年9月、UPN系列で全米での放送が開始。4シーズン全98話。

## 概要
『宇宙大作戦』で描かれたカーク船長の5年間の探査ミッションの約100年前、惑星連邦成立前の22世紀を舞台に、ジョナサン・アーチャー船長指揮する地球初の深宇宙探査船「エンタープライズ NX-01」とそのクルーの活躍を描く。『スタートレック』世界の時間軸で、劇場版第8作『スタートレック ファーストコンタクト』から『宇宙大作戦』までの期間を直接描いた初めての作品となる。

## ストーリー
2063年のバルカン人とのファーストコンタクト（劇場版第8作）からおよそ90年が経過した2151年、地球のオクラホマ、ブロークンボゥにクリンゴン人の宇宙船が何者かに追われて墜落する。
地球連合宇宙艦隊のジョナサン・アーチャー大佐は完成したばかりの人類初の深宇宙探査船「エンタープライズ NX-01」を使用してクリンゴン領に生存者を送り届けることにするが、それによって数世紀の時をまたぐ「時間冷戦」に巻き込まれることになる。

### 時間冷戦
時間協定により歴史改変を禁止しようとした惑星連邦などの勢力に対してカバルや球体創造者など、異なる時代の複数の勢力が自己に有利なように歴史改変を行おうとして生じた対立。
第3シーズンまでのストーリーのおおまかな軸となっていたが最終的に複数の勢力が入り乱れ複雑な構造となり、後述する制作側の混乱により第4シーズン序盤で時間冷戦に関するエピソードは終りを迎え、その全貌が明かされることは無かった。

#### 時間冷戦の参加勢力
球体創造者（21世紀～22世紀もしくは25世紀）
別宇宙から来た種族で、限定的に未来視やタイムトラベルができる。22世紀のズィンディを配下に置く。
カバル（22世紀）
スリバン人の組織。28世紀からの指示で動く。
ナクール（29世紀）
惑星連邦（31世紀）
時間協定を主導した勢力。ダニエルスを22世紀に派遣。アーチャー一行に協力的。

## 登場人物
※ 演の括弧内は日本語吹き替え。

### レギュラー
- ジョナサン・アーチャー
  - 演 - スコット・バクラ（谷口節）
  - 船長。階級は大佐。地球人男性。愛犬はビーグル犬の「ポートス」。

- トゥポル
  - 演 - ジョリーン・ブレイロック（本田貴子）
  - 副司令官。バルカン人女性。

- チャールズ・タッカー三世
  - 演 - コナー・トリニアー（内田直哉）
  - 機関部長。階級は中佐、吹替では少佐。地球人男性。愛称は「トリップ」。

- マルコム・リード
  - 演 - ドミニク・キーティング（井上倫宏）
  - 保安部長兼兵器士官。階級は大尉。地球人男性。

- トラヴィス・メイウェザー
  - 演 - アンソニー・モンゴメリー（浜田賢二）
  - 操舵士。階級は少尉。地球人男性。

- ホシ・サトウ
  - 演 - リンダ・パク（岡寛恵、弓場沙織）
  - 通信士。地球人女性。階級は少尉。

- フロックス
  - 演 - ジョン・ビリングズリー（茶風林）
  - 医療部長。デノビュラ人男性。

### その他の登場人物
- マクスウェル・フォレスト
  - 演 - ヴォーン・アームストロング（金尾哲夫、白熊寛嗣）
  - 地球連合宇宙艦隊の提督。地球人男性。

- ソヴァル
  - 演 - ゲイリー・グラハム（山路和弘、青山穣）
  - 在地球バルカン大使。バルカン人男性。

- 未来人
  - 演 - ジェームズ・ホーラン（森田順平）
  - 遺伝子操作されたスリバン人で構成される工作組織「カバル」を操る時間冷戦の当事者。種族や性別は不明で、常にシルエットのみで登場。

- シリック
  - 演 - ジョン・フレック（楠見尚己、近藤広務）
  - 未来人に仕えるカバルの指揮官。スリバン人男性。

- ダニエルス
  - 演 - マット・ウィンストン（津田英三）
  - 31世紀の時間エージェント。地球人男性。厨房スタッフとしてエンタープライズに紛れ込んでいた。

- シレック・シュラン
  - 演 - ジェフリー・コムズ（中村秀利）
  - アンドリア帝国防衛軍の司令官、戦艦クマリの艦長。アンドリア人男性。

- J・ヘイズ
  - 演 - スティーブン・カルプ（斉藤次郎）
  - 軍事攻撃指令作戦部隊MACOの少佐。地球人男性。第3シーズンでエンタープライズに随行した陸戦隊を指揮。

- ケルビー
  - 演 - デレク・マジャル（髙階俊嗣）
  - タッカー少佐の部下の機関部員。階級は大尉。地球人男性。タッカーが姉妹船コロンビアに転出した後に機関部長を引き継ぎ少佐に昇進したが、タッカーがエンタープライズに復帰すると元の大尉に戻った。

- カトラー
  - 演 - ケリー・ウェイミア（落合るみ）
  - 医療部員。地球人女性。一時期、ドクター・フロックスと親しい関係になった。

- ドラム
  - 演 - スコット・マクドナルド（白熊寛嗣）
  - ズィンディの軍司令官。爬虫類族ズィンディ人男性。

- デグラ
  - 演 - ランディ・オグレスビー（木村雅史）
  - ズィンディの兵器開発責任者。ヒト族ズィンディ人男性。

- ジョン・フレデリック・パクストン
  - 演 - ピーター・ウェラー（仲野裕）
  - 月のオルフェウス鉱山のオーナー、異星人排斥を掲げる組織「テラ・プライム」の指導者。地球人男性。

- エリカ・ヘルナンデス
  - 演 - エイダ・マリス（泉裕子）
  - 地球連合宇宙艦隊大佐、NX-02コロンビア船長。アーチャーの元部下で元恋人。

## 製作
本作以前の『スタートレック』は、シリーズを通しての設定や別の作品のストーリーを前提とした話も多かったが、本作はシリーズ第一作である『宇宙大作戦』以前の時代を舞台とし、そうした設定をいったん白紙の状態に戻した事で、予備知識を持たない人も楽しむことができるようになっている。また、他作品のエピソードの前日譚も随所に織り込まれている。
本国アメリカではシリーズで初めてタイトルに「Star Trek」の名を冠しないで放送された。アメリカでの番組タイトルは、第1・第2シーズンの放送時は Enterprise で、第3シーズンから日本版と同じく、Star Trek: Enterprise に変更。
本作のテーマ曲「Where My Heart Will Take Me」はスタートレックシリーズでは初となる歌詞付きで、歌手はイギリス出身のラッセル・ワトソン（原曲はロッド・スチュワートの「Faith of the Heart」）。なお、第3シーズンからの番組名変更にともない、主題歌も新アレンジで再録音された。
しかし、放送開始当初から視聴率的には低迷し、過去のシリーズに登場したキャラクターや俳優を出演させるなど様々なテコ入れが試されたが、視聴率は地を這う一方で、2005年2月3日（現地時間2日）に第4シーズン・フィナーレを最後に打ち切りされることが正式に発表された。そして、同年5月中旬、「最後のフロンティア」が最終エピソードとして放送され、全4シーズン・98話を以って終了した。最終話には『新スタートレック』のウィリアム・T・ライカー副長役のジョナサン・フレイクスとカウンセラー・ディアナ・トロイ役のマリーナ・サーティスが特別ゲスト出演した（内容としても新スタートレック第164話『難破船ペガサスの秘密』と関連づいている）。
『スタートレック』シリーズはその時点で、1966年の『宇宙大作戦』開始から40年近くが経過していた。1987年に始まった『新スタートレック』からは15年以上にわたり途切れなくテレビ放送が続いており、そのうち7年は2つのシリーズが並行して放送されていた。『新スタートレック』開始以降だけでも3本のテレビシリーズ（合計500話以上）と6本の映画が製作される中、『スタートレック:ヴォイジャー』第4シーズン終了時～第6シーズン初期にかけて、『新スタートレック』時代からシリーズを構築、支え続けていたスタッフのマイケル・ピラー、ロナルド・D・ムーア、ジェリ・テイラーらが連続して離脱し、それ以降はリック・バーマンとブラノン・ブラーガの2トップ体制が続いた結果、実質ワンマン体制による脚本の質の大幅な低下や、それに伴うレギュラーメンバー描写の偏りが目立つようになり、最終的に本作においてTOS以来の打ち切りという終わり方を招く事になった。
『新スタートレック』以降のテレビシリーズや劇場作品で製作陣の中枢にあり、本作の最終話を含む数多くの脚本も執筆していたリック・バーマンとブラノン・ブラーガは、打ち切りと言う結果を招いた事もあり、シリーズから完全に退くことになった。
元々この2人は第4シーズン開始時に製作陣からは外されており、マニー・コトが後を引き継いでからは、過去シリーズとのつながりも矛盾のないものとなり、また補完が行われるなどストーリーの質も大幅に回復した。マニー・コトらにはシーズン5への意欲もあり、実現していれば更にいくつかの新しい要素の追加や、過去シリーズ（劇中では未来）の要素について語られる計画があった。
・初期のストラートへの訪問
・ベレンガリア7号星における、初の宇宙基地建設について
・ロミュラン戦争と、それに伴うロミュランへスパイとして潜入していたトゥポルの父親について
・ボーグクイーンの起源について
・シュランのレギュラー化(『氷窟の民』での本人のセリフと関連し、エンタープライズの乗員として)
・エンタープライズの大規模改装(第二船体の追加。『スタートレック・ピカード』シーズン3にて、艦隊ミュージアムにて展示されているものが映像として確認出来るようになり、正史として拾われた形となった)
しかし最終話の脚本を再びリック・バーマンとブラノン・ブラーガが担当しており、第4シーズンで積み重ねてきたタッカーとトゥポルの関係を特に理由もなくリセットさせていたり、俳優自身も疑問を呈するほどの必然性の無い死に方をタッカーにさせたため、多数の視聴者から抗議や疑問の声があがり、打ち切り後に出版されたいくつかの小説で、タッカーのその後を描かれた理由の一つにもなった。
タッカーの扱いについて、多くのファンから糾弾されたブラノン・ブラーガは、タッカーを死なせたことについて後悔はない等と発言した。その後スタートレックシリーズの「パロディ」ドラマである宇宙探査艦オーヴィルに参加している。
なお、日本語吹き替え版は当初「船長」ではなく、「艦長」と当てられていたが、『宇宙大作戦』との整合性をとるために、第1話『夢の旅立ち』のアフレコ終了後に変更され、第1話自体も録り直されている。

## サブタイトル

### シーズン1
| 番号 | 原題（英語）            | 日本語版題名               |
| ---- | ----------------------- | -------------------------- |
| 1    | Broken Bow              | 夢への旅立ち（前編）       |
| 2    | Broken Bow              | 夢への旅立ち（後編）       |
| 3    | Fight or Flight         | 死のファースト・コンタクト |
| 4    | Strange New World       | 風が呼んだエイリアン       |
| 5    | Unexpected              | 予期せぬ侵入者             |
| 6    | Terra Nova              | 植民星テラ・ノヴァの謎     |
| 7    | The Andorian Incident   | 汚された聖地               |
| 8    | Breaking the Ice        | 彗星は去り行くとも         |
| 9    | Civilization            | 狙われた星アカーリ         |
| 10   | Fortunate Son           | 復讐の連鎖                 |
| 11   | Cold Front              | 時を見つめる男             |
| 12   | Silent Enemy            | 言葉なき遭遇               |
| 13   | Dear Doctor             | 遥かなる友へ               |
| 14   | Sleeping Dogs           | 名誉に生きる者             |
| 15   | Shadows of P'Jem        | 恩讐を越えて               |
| 16   | Shuttlepod One          | 引き裂かれたクルー         |
| 17   | Fusion                  | 果てなき心の旅             |
| 18   | Rogue Planet            | 幻を狩る惑星               |
| 19   | Acquisition             | 獲物たちの罠               |
| 20   | Oasis                   | 閉ざされたオアシス         |
| 21   | Detained                | テンダーの虜囚             |
| 22   | Vox Sola                | 漂流生命体の叫び           |
| 23   | Fallen Hero             | 追放された者への祈り       |
| 24   | Desert Crossing         | 幻影の戦士                 |
| 25   | Two Days and Two Nights | 楽園での出来事             |
| 26   | Shockwave, Part I       | 暗黒からの衝撃波（前編）   |

### シーズン2
| 番号 | 原題（英語）       | 日本語版題名             |
| ---- | ------------------ | ------------------------ |
| 27   | Shockwave, Part II | 暗黒からの衝撃波（後編） |
| 28   | Carbon Creek       | スプートニクの飛んだ夜に |
| 29   | Minefield          | 許されざる越境           |
| 30   | Dead Stop          | 謎の自律浮遊基地         |
| 31   | A Night in Sickbay | 小さな生命の灯           |
| 32   | Marauders          | 招かれざる訪問者         |
| 33   | The Seventh        | 封印された記憶           |
| 34   | The Communicator   | 危険なコンタクト         |
| 35   | Singularity        | 三重星系の誘惑           |
| 36   | Vanishing Point    | 転送空間の恐怖           |
| 37   | Precious Cargo     | 眠る女の謎               |
| 38   | The Catwalk        | 嵐を告げる男達           |
| 39   | Dawn               | 熱き夜明け               |
| 40   | Stigma             | 消せない汚名             |
| 41   | Cease Fire         | 戦場の絆                 |
| 42   | Future Tense       | 沈黙の漂流船             |
| 43   | Canamar            | 地獄への護送船           |
| 44   | The Crossing       | 光の意志                 |
| 45   | Judgment           | 反逆の法廷               |
| 46   | Horizon            | 兄弟の地平               |
| 47   | The Breach         | 理由なき憎しみ           |
| 48   | Cogenitor          | 第3の性                  |
| 49   | Regeneration       | 覚醒する恐怖             |
| 50   | First Flight       | 運命の飛行               |
| 51   | Bounty             | 狙われた首               |
| 52   | The Expanse        | 帰還なき旅               |

### シーズン3
| 番号 | 原題（英語）     | 日本語版題名         |
| ---- | ---------------- | -------------------- |
| 53   | The Xindi        | トレリウムD          |
| 54   | Anomaly          | オサーリア人の襲撃   |
| 55   | Extinction       | 突然変異             |
| 56   | Rajiin           | 美しき潜入者         |
| 57   | Impulse          | 幽霊船               |
| 58   | Exile            | 孤独な亡命者         |
| 59   | The Shipment     | 兵器工場潜入         |
| 60   | Twilight         | 留められない記憶     |
| 61   | North Star       | ウエスタン           |
| 62   | Similitude       | ライサリア砂漠幼虫   |
| 63   | Carpenter Street | デトロイト2004       |
| 64   | Chosen Realm     | 選ばれし領域         |
| 65   | Proving Ground   | アンドリア人の協力   |
| 66   | Stratagem        | 策略                 |
| 67   | Harbinger        | 新たなる脅威の兆し   |
| 68   | Doctor's Orders  | フロックス船長の孤独 |
| 69   | Hatchery         | トゥポルの反乱       |
| 70   | Azati Prime      | 爬虫類族の攻撃       |
| 71   | Damage           | 球体創造者           |
| 72   | The Forgotten    | デグラの決断         |
| 73   | E2               | エンタープライズ2    |
| 74   | The Council      | 評議会の分裂         |
| 75   | Countdown        | 地球攻撃10時間前     |
| 76   | Zero Hour        | 最終決戦             |

### シーズン4
| 番号 | 原題（英語）                 | 日本語版題名           |
| ---- | ---------------------------- | ---------------------- |
| 77   | Storm Front, Part I          | 時間冷戦（前編）       |
| 78   | Storm Front, Part II         | 時間冷戦（後編）       |
| 79   | Home                         | ヒーローたちの帰還     |
| 80   | Borderland                   | ボーダーランド         |
| 81   | Cold Station 12              | コールド・ステーション |
| 82   | The Augments                 | 野望の果て             |
| 83   | The Forge                    | 狙われた地球大使館     |
| 84   | Awakening                    | 陰謀の嵐               |
| 85   | Kir'Shara                    | バルカンの夜明け       |
| 86   | Daedalus                     | 亜量子転送             |
| 87   | Observer Effect              | 死の観察者             |
| 88   | Babel One                    | バベル1号星            |
| 89   | United                       | ロミュランの陰謀       |
| 90   | The Aenar                    | 氷窟の民               |
| 91   | Affliction                   | クリンゴンの苦境       |
| 92   | Divergence                   | 優生クリンゴン         |
| 93   | Bound                        | 誘惑の甘い罠           |
| 94   | In a Mirror, Darkly, Part I  | 暗黒の地球帝国（前編） |
| 95   | In a Mirror, Darkly, Part II | 暗黒の地球帝国（後編） |
| 96   | Demons                       | テラ・プライム（前編） |
| 97   | Terra Prime                  | テラ・プライム（後編） |
| 98   | These Are the Voyages...     | 最後のフロンティア     |

## その他
ラッセル・ワトソンが歌うオープニング曲「ホェア・マイ・ハート・ウィル・テイク・ミー」 (Where my heart will take me) は、映画『パッチ・アダムス』のエンディングで流れるロッド・スチュワートが歌う「フェイス・オブ・ザ・ハート」 (Faith of the Heart) に若干のアレンジを施したものである。ヴォーカルの入った曲が、スタートレックのシリーズのテーマ曲に使われたのは、初めてである。
最終話では「宇宙、それは最後のフロンティア...（Space, the final frontier…）」に始まるシリーズお馴染みのナレーションをジャン＝リュック・ピカード（パトリック・スチュワート）、ジェームズ・T・カーク（ウィリアム・シャトナー）、ジョナサン・アーチャー（スコット・バクラ）が語り繋ぐ演出がとられた。原語版ではピカードとカークの台詞はオリジナルからのアーカイブ音声。日本語吹替版ではスーパー!ドラマTV放映時はアーチャー役の谷口節が単独で担当していたが、DVDではピカードとカークのオリジナルキャストである麦人と矢島正明が起用され録り直しが行われた。

### 公式
- Star Trek: Enterprise | Star Trek （英語）
- スター・トレック　エンタープライズ｜STAR TREK／スター・トレック 公式サイト｜パラマウント - 日本版公式サイト

### 非公式
- Enterprise - IMDb（英語）
- Star Trek: Enterprise | Memory Alpha | Fandom （英語）
- 各話あらすじ - スーパー!ドラマTV